# Катлинский, Антон Викентьевич
Антон Викентьевич Катлинский (род. 19 апреля 1960, Москва) — российский учёный-биохимик, доктор биологических наук, предприниматель в сфере фармакологии.

## Биография
В 1982 году окончил фармацевтический факультет Первого Московского медицинского института им. И. М. Сеченова. После этого в 1982—1983 — аспирант Института биофизики Минздрава СССР, в 1983—1985 — аспирант Института иммунологии Министерства здравоохранения СССР. В 1986 году в Институте иммунологии защитил диссертацию на соискание учёной степени кандидата биологических наук по теме «Биологическая активность различных фракций костно-мозгового медиатора, стимулирующего антителогенез».
В 1985—1989 — младший научный сотрудник, научный сотрудник Института иммунологии. В 1989—1993 работал старшим научным сотрудником Института биоорганической химии им. М. М. Шемякина. В 1997 году стал генеральным директором компании «Фармарус. Биомедицинские технологии».
В 1998 году назначен на должность начальника управления организации обеспечения лекарствами и медицинской техникой и начальника управления организации фармацевтической деятельности, обеспечения лекарствами и медицинскими изделиями Министерства здравоохранения РФ. В 1999—2003 годах был заместителем министра здравоохранения РФ.
В 2004 году в НИИ вакцин и сывороток им. И. И. Мечникова РАМН защитил диссертацию на соискание учёной степени доктора биологических наук по теме «Моделирование направленной реактивности иммунного ответа веществами различного происхождения».
С 2004 по 2010 год — г«Микроген». В 2010 « с 2011 года возглавляет биофармацевтическую компанию „Форт“. “»Мед вестник".
За разработку вакцины против гриппа «Ультрикс Квадри» награждён премией им. академика В. Ф. Уткина.
Автор 116 публикаций, 2 монографий, 11 изобретений. Награждён почетной грамотой Совета Федерации РФ «За заслуги в области совершенствования системы здравоохранения Российской Федерации», почетной грамотой губернатора Рязанской области.